# Europamästerskapet i fotboll 1996

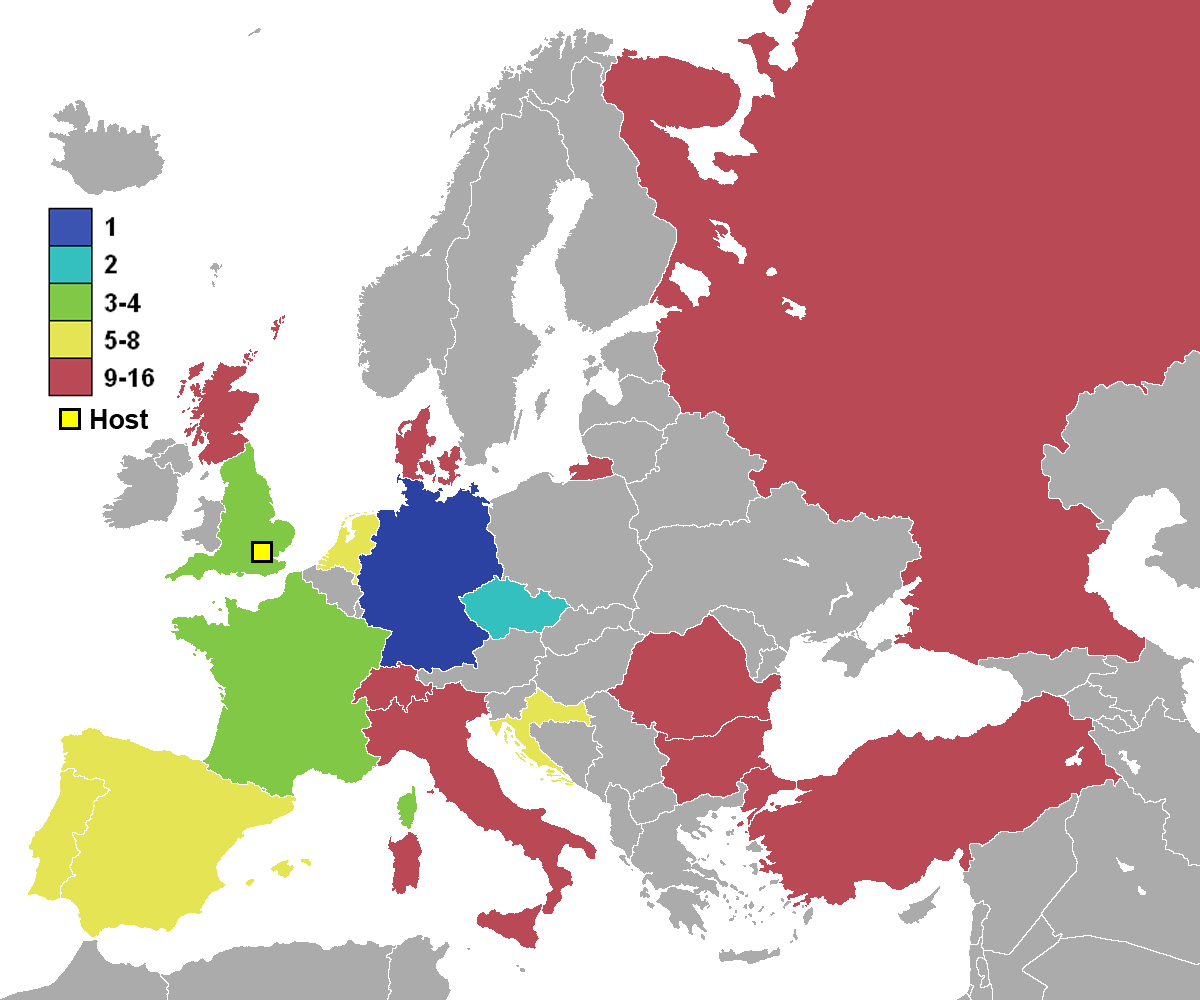
Deltagande nationer.

Europamästerskapet i fotboll för herrar 1996 arrangerades av Uefa och spelades i England 8–30 juni 1996. I turneringen deltog 16 av 48 europeiska lag, till skillnad mot 8 lag under EM 1992. Mästerskapet vanns av Tyskland genom ett golden goal-mål i finalen mot Tjeckien.

## Förlopp
- Semifinalen England-Tyskland uppmärksammades för att Daily Mirror inför matchen publicerat bilder på spelarna iförda andra världskrigshjälmar och rubriken "Achtung! Surrender!".[1]

## Kvalspel

### Kvalificerade nationer
- Bulgarien
- Danmark
- England (värdnation)
- Frankrike
- Italien
- Kroatien
- Nederländerna
- Portugal
- Rumänien
- Ryssland
- Schweiz
- Skottland
- Spanien
- Tjeckien
- Turkiet
- Tyskland

## Arenor
| London            | Manchester                                                                    | Liverpool                                                                     | Birmingham           |
| ----------------- | ----------------------------------------------------------------------------- | ----------------------------------------------------------------------------- | -------------------- |
| Wembley Stadium   | Old Trafford                                                                  | Anfield                                                                       | Villa Park           |
| Kapacitet: 76 567 | Kapacitet: 55 000                                                             | Kapacitet: 42 730                                                             | Kapacitet: 40 310    |
|                   |                                                                               |                                                                               |                      |
| Leeds             | · London Manchester Liverpool Birmingham Leeds Sheffield Newcastle Nottingham | · London Manchester Liverpool Birmingham Leeds Sheffield Newcastle Nottingham | Sheffield            |
| Elland Road       | · London Manchester Liverpool Birmingham Leeds Sheffield Newcastle Nottingham | · London Manchester Liverpool Birmingham Leeds Sheffield Newcastle Nottingham | Hillsborough Stadium |
| Kapacitet: 40 204 | · London Manchester Liverpool Birmingham Leeds Sheffield Newcastle Nottingham | · London Manchester Liverpool Birmingham Leeds Sheffield Newcastle Nottingham | Kapacitet: 39 859    |
|                   | · London Manchester Liverpool Birmingham Leeds Sheffield Newcastle Nottingham | · London Manchester Liverpool Birmingham Leeds Sheffield Newcastle Nottingham |                      |
| Newcastle         | · London Manchester Liverpool Birmingham Leeds Sheffield Newcastle Nottingham | · London Manchester Liverpool Birmingham Leeds Sheffield Newcastle Nottingham | Nottingham           |
| St James' Park    | · London Manchester Liverpool Birmingham Leeds Sheffield Newcastle Nottingham | · London Manchester Liverpool Birmingham Leeds Sheffield Newcastle Nottingham | City Ground          |
| Kapacitet: 36 649 | · London Manchester Liverpool Birmingham Leeds Sheffield Newcastle Nottingham | · London Manchester Liverpool Birmingham Leeds Sheffield Newcastle Nottingham | Kapacitet: 30 539    |
|                   | · London Manchester Liverpool Birmingham Leeds Sheffield Newcastle Nottingham | · London Manchester Liverpool Birmingham Leeds Sheffield Newcastle Nottingham |                      |

## Gruppspel
De 16 lagen delades in i fyra grupper om fyra lag vardera, där de två främsta gick vidare till kvartsfinaler.

### Grupp A
| Nr | Lag           | S | V | O | F | GM | IM | MS | P |
| -- | ------------- | - | - | - | - | -- | -- | -- | - |
| 1  | England       | 3 | 2 | 1 | 0 | 7  | 2  | +5 | 7 |
| 2  | Nederländerna | 3 | 1 | 1 | 1 | 3  | 4  | −1 | 4 |
| 3  | Skottland     | 3 | 1 | 1 | 1 | 1  | 2  | −1 | 4 |
| 4  | Schweiz       | 3 | 0 | 1 | 2 | 1  | 4  | −3 | 1 |

|             | 8 juni 1996 | England          | 1 – 1           | Schweiz                       | Wembley Stadium                                          |                                                          |
| 15:00 UTC+1 | 15:00 UTC+1 | Alan Shearer 23′ | (1 – 1) Rapport | 83′ (str.) Kubilay Türkyilmaz | London Publik: 76 567 Domare: Manuel Díaz Vega (Spanien) | London Publik: 76 567 Domare: Manuel Díaz Vega (Spanien) |
| 15:00 UTC+1 | 15:00 UTC+1 |                  |                 |                               | London Publik: 76 567 Domare: Manuel Díaz Vega (Spanien) | London Publik: 76 567 Domare: Manuel Díaz Vega (Spanien) |
| 15:00 UTC+1 | 15:00 UTC+1 |                  |                 |                               | London Publik: 76 567 Domare: Manuel Díaz Vega (Spanien) | London Publik: 76 567 Domare: Manuel Díaz Vega (Spanien) |

|             | 10 juni 1996 | Nederländerna | 0 – 0   | Skottland | Villa Park                                               |                                                          |
| 16:30 UTC+1 | 16:30 UTC+1  |               | Rapport |           | Birmingham Publik: 34 363 Domare: Leif Sundell (Sverige) | Birmingham Publik: 34 363 Domare: Leif Sundell (Sverige) |
| 16:30 UTC+1 | 16:30 UTC+1  |               |         |           | Birmingham Publik: 34 363 Domare: Leif Sundell (Sverige) | Birmingham Publik: 34 363 Domare: Leif Sundell (Sverige) |
| 16:30 UTC+1 | 16:30 UTC+1  |               |         |           | Birmingham Publik: 34 363 Domare: Leif Sundell (Sverige) | Birmingham Publik: 34 363 Domare: Leif Sundell (Sverige) |

|             | 13 juni 1996 | Schweiz | 0 – 2           | Nederländerna                        | Villa Park                                                  |                                                             |
| 19:30 UTC+1 | 19:30 UTC+1  |         | (0 – 0) Rapport | 66′ Jordi Cruyff 79′ Dennis Bergkamp | Birmingham Publik: 36 800 Domare: Atanas Uzunov (Bulgarien) | Birmingham Publik: 36 800 Domare: Atanas Uzunov (Bulgarien) |
| 19:30 UTC+1 | 19:30 UTC+1  |         |                 |                                      | Birmingham Publik: 36 800 Domare: Atanas Uzunov (Bulgarien) | Birmingham Publik: 36 800 Domare: Atanas Uzunov (Bulgarien) |
| 19:30 UTC+1 | 19:30 UTC+1  |         |                 |                                      | Birmingham Publik: 36 800 Domare: Atanas Uzunov (Bulgarien) | Birmingham Publik: 36 800 Domare: Atanas Uzunov (Bulgarien) |

|             | 15 juni 1996 | Skottland | 0 – 2           | England                             | Wembley Stadium                                            |                                                            |
| 15:00 UTC+1 | 15:00 UTC+1  |           | (0 – 0) Rapport | 53′ Alan Shearer 79′ Paul Gascoigne | London Publik: 76 864 Domare: Pierluigi Pairetto (Italien) | London Publik: 76 864 Domare: Pierluigi Pairetto (Italien) |
| 15:00 UTC+1 | 15:00 UTC+1  |           |                 |                                     | London Publik: 76 864 Domare: Pierluigi Pairetto (Italien) | London Publik: 76 864 Domare: Pierluigi Pairetto (Italien) |
| 15:00 UTC+1 | 15:00 UTC+1  |           |                 |                                     | London Publik: 76 864 Domare: Pierluigi Pairetto (Italien) | London Publik: 76 864 Domare: Pierluigi Pairetto (Italien) |

|             | 18 juni 1996 | Skottland        | 1 – 0           | Schweiz | Villa Park                                                 |                                                            |
| 19:30 UTC+1 | 19:30 UTC+1  | Ally McCoist 36′ | (1 – 0) Rapport |         | Birmingham Publik: 34 926 Domare: Václav Krondl (Tjeckien) | Birmingham Publik: 34 926 Domare: Václav Krondl (Tjeckien) |
| 19:30 UTC+1 | 19:30 UTC+1  |                  |                 |         | Birmingham Publik: 34 926 Domare: Václav Krondl (Tjeckien) | Birmingham Publik: 34 926 Domare: Václav Krondl (Tjeckien) |
| 19:30 UTC+1 | 19:30 UTC+1  |                  |                 |         | Birmingham Publik: 34 926 Domare: Václav Krondl (Tjeckien) | Birmingham Publik: 34 926 Domare: Václav Krondl (Tjeckien) |

|             | 18 juni 1996 | Nederländerna        | 1 – 4           | England                                                | Wembley Stadium                                        |                                                        |
| 19:30 UTC+1 | 19:30 UTC+1  | Patrick Kluivert 78′ | (0 – 1) Rapport | 23′ (str.), 57′ Alan Shearer 51′, 62′ Teddy Sheringham | London Publik: 76 798 Domare: Gerd Grabher (Österrike) | London Publik: 76 798 Domare: Gerd Grabher (Österrike) |
| 19:30 UTC+1 | 19:30 UTC+1  |                      |                 |                                                        | London Publik: 76 798 Domare: Gerd Grabher (Österrike) | London Publik: 76 798 Domare: Gerd Grabher (Österrike) |
| 19:30 UTC+1 | 19:30 UTC+1  |                      |                 |                                                        | London Publik: 76 798 Domare: Gerd Grabher (Österrike) | London Publik: 76 798 Domare: Gerd Grabher (Österrike) |

### Grupp B
| Nr | Lag       | S | V | O | F | GM | IM | MS | P |
| -- | --------- | - | - | - | - | -- | -- | -- | - |
| 1  | Frankrike | 3 | 2 | 1 | 0 | 5  | 2  | +3 | 7 |
| 2  | Spanien   | 3 | 1 | 2 | 0 | 4  | 3  | +1 | 5 |
| 3  | Bulgarien | 3 | 1 | 1 | 1 | 3  | 4  | −1 | 4 |
| 4  | Rumänien  | 3 | 0 | 0 | 3 | 1  | 4  | −3 | 0 |

|             | 9 juni 1996 | Spanien           | 1 – 1           | Bulgarien                   | Elland Road                                            |                                                        |
| 14:30 UTC+1 | 14:30 UTC+1 | Alfonso Pérez 74′ | (0 – 0) Rapport | 65′ (str.) Hristo Stoichkov | Leeds Publik: 24 006 Domare: Piero Ceccarini (Italien) | Leeds Publik: 24 006 Domare: Piero Ceccarini (Italien) |
| 14:30 UTC+1 | 14:30 UTC+1 |                   |                 |                             | Leeds Publik: 24 006 Domare: Piero Ceccarini (Italien) | Leeds Publik: 24 006 Domare: Piero Ceccarini (Italien) |
| 14:30 UTC+1 | 14:30 UTC+1 |                   |                 |                             | Leeds Publik: 24 006 Domare: Piero Ceccarini (Italien) | Leeds Publik: 24 006 Domare: Piero Ceccarini (Italien) |

|             | 10 juni 1996 | Rumänien | 0 – 1           | Frankrike              | St James' Park                                           |                                                          |
| 19:30 UTC+1 | 19:30 UTC+1  |          | (0 – 1) Rapport | 25′ Christophe Dugarry | Newcastle Publik: 26 323 Domare: Hellmut Krug (Tyskland) | Newcastle Publik: 26 323 Domare: Hellmut Krug (Tyskland) |
| 19:30 UTC+1 | 19:30 UTC+1  |          |                 |                        | Newcastle Publik: 26 323 Domare: Hellmut Krug (Tyskland) | Newcastle Publik: 26 323 Domare: Hellmut Krug (Tyskland) |
| 19:30 UTC+1 | 19:30 UTC+1  |          |                 |                        | Newcastle Publik: 26 323 Domare: Hellmut Krug (Tyskland) | Newcastle Publik: 26 323 Domare: Hellmut Krug (Tyskland) |

|             | 13 juni 1996 | Bulgarien           | 1 – 0           | Rumänien | St James' Park                                             |                                                            |
| 16:30 UTC+1 | 16:30 UTC+1  | Hristo Stoichkov 3′ | (1 – 0) Rapport |          | Newcastle Publik: 19 107 Domare: Peter Mikkelsen (Danmark) | Newcastle Publik: 19 107 Domare: Peter Mikkelsen (Danmark) |
| 16:30 UTC+1 | 16:30 UTC+1  |                     |                 |          | Newcastle Publik: 19 107 Domare: Peter Mikkelsen (Danmark) | Newcastle Publik: 19 107 Domare: Peter Mikkelsen (Danmark) |
| 16:30 UTC+1 | 16:30 UTC+1  |                     |                 |          | Newcastle Publik: 19 107 Domare: Peter Mikkelsen (Danmark) | Newcastle Publik: 19 107 Domare: Peter Mikkelsen (Danmark) |

|             | 15 juni 1996 | Frankrike           | 1 – 1           | Spanien                | Elland Road                                           |                                                       |
| 18:00 UTC+1 | 18:00 UTC+1  | Youri Djorkaeff 48′ | (0 – 0) Rapport | 85′ José Luis Caminero | Leeds Publik: 35 626 Domare: Vadim Zhuk (Vitryssland) | Leeds Publik: 35 626 Domare: Vadim Zhuk (Vitryssland) |
| 18:00 UTC+1 | 18:00 UTC+1  |                     |                 |                        | Leeds Publik: 35 626 Domare: Vadim Zhuk (Vitryssland) | Leeds Publik: 35 626 Domare: Vadim Zhuk (Vitryssland) |
| 18:00 UTC+1 | 18:00 UTC+1  |                     |                 |                        | Leeds Publik: 35 626 Domare: Vadim Zhuk (Vitryssland) | Leeds Publik: 35 626 Domare: Vadim Zhuk (Vitryssland) |

|             | 18 juni 1996 | Frankrike                                                     | 3 – 1           | Bulgarien            | St James' Park                                              |                                                             |
| 16:30 UTC+1 | 16:30 UTC+1  | Laurent Blanc 21′ Lyuboslav Penev 63′ (sjm.) Patrice Loko 90′ | (1 – 0) Rapport | 69′ Hristo Stoichkov | Newcastle Publik: 26 976 Domare: Dermot Gallagher (England) | Newcastle Publik: 26 976 Domare: Dermot Gallagher (England) |
| 16:30 UTC+1 | 16:30 UTC+1  |                                                               |                 |                      | Newcastle Publik: 26 976 Domare: Dermot Gallagher (England) | Newcastle Publik: 26 976 Domare: Dermot Gallagher (England) |
| 16:30 UTC+1 | 16:30 UTC+1  |                                                               |                 |                      | Newcastle Publik: 26 976 Domare: Dermot Gallagher (England) | Newcastle Publik: 26 976 Domare: Dermot Gallagher (England) |

|             | 18 juni 1996 | Rumänien             | 1 – 2           | Spanien                                | Elland Road                                        |                                                    |
| 16:30 UTC+1 | 16:30 UTC+1  | Florin Răducioiu 29′ | (1 – 1) Rapport | 11′ Javier Manjarín 84′ Guillermo Amor | Leeds Publik: 32 719 Domare: Ahmet Çakar (Turkiet) | Leeds Publik: 32 719 Domare: Ahmet Çakar (Turkiet) |
| 16:30 UTC+1 | 16:30 UTC+1  |                      |                 |                                        | Leeds Publik: 32 719 Domare: Ahmet Çakar (Turkiet) | Leeds Publik: 32 719 Domare: Ahmet Çakar (Turkiet) |
| 16:30 UTC+1 | 16:30 UTC+1  |                      |                 |                                        | Leeds Publik: 32 719 Domare: Ahmet Çakar (Turkiet) | Leeds Publik: 32 719 Domare: Ahmet Çakar (Turkiet) |

### Grupp C
| Nr | Lag      | S | V | O | F | GM | IM | MS | P |
| -- | -------- | - | - | - | - | -- | -- | -- | - |
| 1  | Tyskland | 3 | 2 | 1 | 0 | 5  | 0  | +5 | 7 |
| 2  | Tjeckien | 3 | 1 | 1 | 1 | 5  | 6  | −1 | 4 |
| 3  | Italien  | 3 | 1 | 1 | 1 | 3  | 3  | 0  | 4 |
| 4  | Ryssland | 3 | 0 | 1 | 2 | 4  | 8  | −4 | 1 |

|             | 9 juni 1996 | Tyskland                               | 2 – 0           | Tjeckien | Old Trafford                                              |                                                           |
| 17:00 UTC+1 | 17:00 UTC+1 | Christian Ziege 26′ Andreas Möller 32′ | (2 – 0) Rapport |          | Manchester Publik: 37 300 Domare: David Elleray (England) | Manchester Publik: 37 300 Domare: David Elleray (England) |
| 17:00 UTC+1 | 17:00 UTC+1 |                                        |                 |          | Manchester Publik: 37 300 Domare: David Elleray (England) | Manchester Publik: 37 300 Domare: David Elleray (England) |
| 17:00 UTC+1 | 17:00 UTC+1 |                                        |                 |          | Manchester Publik: 37 300 Domare: David Elleray (England) | Manchester Publik: 37 300 Domare: David Elleray (England) |

|             | 11 juni 1996 | Italien                     | 2 – 1           | Ryssland           | Anfield                                                     |                                                             |
| 16:30 UTC+1 | 16:30 UTC+1  | Pierluigi Casiraghi 5′, 52′ | (1 – 1) Rapport | 21′ Ilya Tsymbalar | Liverpool Publik: 35 120 Domare: Leslie Mottram (Skottland) | Liverpool Publik: 35 120 Domare: Leslie Mottram (Skottland) |
| 16:30 UTC+1 | 16:30 UTC+1  |                             |                 |                    | Liverpool Publik: 35 120 Domare: Leslie Mottram (Skottland) | Liverpool Publik: 35 120 Domare: Leslie Mottram (Skottland) |
| 16:30 UTC+1 | 16:30 UTC+1  |                             |                 |                    | Liverpool Publik: 35 120 Domare: Leslie Mottram (Skottland) | Liverpool Publik: 35 120 Domare: Leslie Mottram (Skottland) |

|             | 14 juni 1996 | Tjeckien                        | 2 – 1           | Italien           | Anfield                                                              |                                                                      |
| 19:30 UTC+1 | 19:30 UTC+1  | Pavel Nedvěd 5′ Radek Bejbl 35′ | (2 – 1) Rapport | 18′ Enrico Chiesa | Liverpool Publik: 37 320 Domare: Antonio Jesús López Nieto (Spanien) | Liverpool Publik: 37 320 Domare: Antonio Jesús López Nieto (Spanien) |
| 19:30 UTC+1 | 19:30 UTC+1  |                                 |                 |                   | Liverpool Publik: 37 320 Domare: Antonio Jesús López Nieto (Spanien) | Liverpool Publik: 37 320 Domare: Antonio Jesús López Nieto (Spanien) |
| 19:30 UTC+1 | 19:30 UTC+1  |                                 |                 |                   | Liverpool Publik: 37 320 Domare: Antonio Jesús López Nieto (Spanien) | Liverpool Publik: 37 320 Domare: Antonio Jesús López Nieto (Spanien) |

|             | 16 juni 1996 | Ryssland | 0 – 3           | Tyskland                                      | Old Trafford                                                   |                                                                |
| 15:00 UTC+1 | 15:00 UTC+1  |          | (0 – 0) Rapport | 56′ Matthias Sammer 77′, 90′ Jürgen Klinsmann | Manchester Publik: 50 760 Domare: Kim Milton Nielsen (Danmark) | Manchester Publik: 50 760 Domare: Kim Milton Nielsen (Danmark) |
| 15:00 UTC+1 | 15:00 UTC+1  |          |                 |                                               | Manchester Publik: 50 760 Domare: Kim Milton Nielsen (Danmark) | Manchester Publik: 50 760 Domare: Kim Milton Nielsen (Danmark) |
| 15:00 UTC+1 | 15:00 UTC+1  |          |                 |                                               | Manchester Publik: 50 760 Domare: Kim Milton Nielsen (Danmark) | Manchester Publik: 50 760 Domare: Kim Milton Nielsen (Danmark) |

|             | 19 juni 1996 | Ryssland                                                            | 3 – 3           | Tjeckien                                             | Anfield                                                 |                                                         |
| 19:30 UTC+1 | 19:30 UTC+1  | Aleksandr Mostovoi 49′ Omari Tetradze 54′ Vladimir Beschastnykh 85′ | (0 – 2) Rapport | 5′ Jan Suchopárek 19′ Pavel Kuka 88′ Vladimír Šmicer | Liverpool Publik: 21 128 Domare: Anders Frisk (Sverige) | Liverpool Publik: 21 128 Domare: Anders Frisk (Sverige) |
| 19:30 UTC+1 | 19:30 UTC+1  |                                                                     |                 |                                                      | Liverpool Publik: 21 128 Domare: Anders Frisk (Sverige) | Liverpool Publik: 21 128 Domare: Anders Frisk (Sverige) |
| 19:30 UTC+1 | 19:30 UTC+1  |                                                                     |                 |                                                      | Liverpool Publik: 21 128 Domare: Anders Frisk (Sverige) | Liverpool Publik: 21 128 Domare: Anders Frisk (Sverige) |

|             | 19 juni 1996 | Tyskland | 0 – 0   | Italien | Old Trafford                                             |                                                          |
| 19:30 UTC+1 | 19:30 UTC+1  |          | Rapport |         | Manchester Publik: 53 740 Domare: Guy Goethals (Belgien) | Manchester Publik: 53 740 Domare: Guy Goethals (Belgien) |
| 19:30 UTC+1 | 19:30 UTC+1  |          |         |         | Manchester Publik: 53 740 Domare: Guy Goethals (Belgien) | Manchester Publik: 53 740 Domare: Guy Goethals (Belgien) |
| 19:30 UTC+1 | 19:30 UTC+1  |          |         |         | Manchester Publik: 53 740 Domare: Guy Goethals (Belgien) | Manchester Publik: 53 740 Domare: Guy Goethals (Belgien) |

### Grupp D
| Nr | Lag      | S | V | O | F | GM | IM | MS | P |
| -- | -------- | - | - | - | - | -- | -- | -- | - |
| 1  | Portugal | 3 | 2 | 1 | 0 | 5  | 1  | +4 | 7 |
| 2  | Kroatien | 3 | 2 | 0 | 1 | 4  | 3  | +1 | 6 |
| 3  | Danmark  | 3 | 1 | 1 | 1 | 4  | 4  | 0  | 4 |
| 4  | Turkiet  | 3 | 0 | 0 | 3 | 4  | 5  | −1 | 0 |

|             | 9 juni 1996 | Danmark           | 1 – 1           | Portugal             | Hillsborough                                                        |                                                                     |
| 19:30 UTC+1 | 19:30 UTC+1 | Brian Laudrup 22′ | (1 – 0) Rapport | 53′ Ricardo Sá Pinto | Sheffield Publik: 34 993 Domare: Mario van der Ende (Nederländerna) | Sheffield Publik: 34 993 Domare: Mario van der Ende (Nederländerna) |
| 19:30 UTC+1 | 19:30 UTC+1 |                   |                 |                      | Sheffield Publik: 34 993 Domare: Mario van der Ende (Nederländerna) | Sheffield Publik: 34 993 Domare: Mario van der Ende (Nederländerna) |
| 19:30 UTC+1 | 19:30 UTC+1 |                   |                 |                      | Sheffield Publik: 34 993 Domare: Mario van der Ende (Nederländerna) | Sheffield Publik: 34 993 Domare: Mario van der Ende (Nederländerna) |

|             | 11 juni 1996 | Turkiet | 0 – 1           | Kroatien          | City Ground                                                    |                                                                |
| 19:30 UTC+1 | 19:30 UTC+1  |         | (0 – 0) Rapport | 86′ Goran Vlaović | Nottingham Publik: 22 460 Domare: Serge Muhmenthaler (Schweiz) | Nottingham Publik: 22 460 Domare: Serge Muhmenthaler (Schweiz) |
| 19:30 UTC+1 | 19:30 UTC+1  |         |                 |                   | Nottingham Publik: 22 460 Domare: Serge Muhmenthaler (Schweiz) | Nottingham Publik: 22 460 Domare: Serge Muhmenthaler (Schweiz) |
| 19:30 UTC+1 | 19:30 UTC+1  |         |                 |                   | Nottingham Publik: 22 460 Domare: Serge Muhmenthaler (Schweiz) | Nottingham Publik: 22 460 Domare: Serge Muhmenthaler (Schweiz) |

|             | 14 juni 1996 | Portugal           | 1 – 0           | Turkiet | City Ground                                            |                                                        |
| 16:30 UTC+1 | 16:30 UTC+1  | Fernando Couto 66′ | (0 – 0) Rapport |         | Nottingham Publik: 22 670 Domare: Sándor Puhl (Ungern) | Nottingham Publik: 22 670 Domare: Sándor Puhl (Ungern) |
| 16:30 UTC+1 | 16:30 UTC+1  |                    |                 |         | Nottingham Publik: 22 670 Domare: Sándor Puhl (Ungern) | Nottingham Publik: 22 670 Domare: Sándor Puhl (Ungern) |
| 16:30 UTC+1 | 16:30 UTC+1  |                    |                 |         | Nottingham Publik: 22 670 Domare: Sándor Puhl (Ungern) | Nottingham Publik: 22 670 Domare: Sándor Puhl (Ungern) |

|             | 16 juni 1996 | Kroatien                                       | 3 – 0           | Danmark | Hillsborough                                            |                                                         |
| 18:00 UTC+1 | 18:00 UTC+1  | Davor Šuker 54′ (str.), 90′ Zvonimir Boban 81′ | (0 – 0) Rapport |         | Sheffield Publik: 33 671 Domare: Marc Batta (Frankrike) | Sheffield Publik: 33 671 Domare: Marc Batta (Frankrike) |
| 18:00 UTC+1 | 18:00 UTC+1  |                                                |                 |         | Sheffield Publik: 33 671 Domare: Marc Batta (Frankrike) | Sheffield Publik: 33 671 Domare: Marc Batta (Frankrike) |
| 18:00 UTC+1 | 18:00 UTC+1  |                                                |                 |         | Sheffield Publik: 33 671 Domare: Marc Batta (Frankrike) | Sheffield Publik: 33 671 Domare: Marc Batta (Frankrike) |

|             | 19 juni 1996 | Kroatien | 0 – 3           | Portugal                                                  | City Ground                                                  |                                                              |
| 16:30 UTC+1 | 16:30 UTC+1  |          | (0 – 2) Rapport | 4′ Luís Figo 33′ João Vieira Pinto 82′ Domingos Paciência | Nottingham Publik: 20 484 Domare: Bernd Heynemann (Tyskland) | Nottingham Publik: 20 484 Domare: Bernd Heynemann (Tyskland) |
| 16:30 UTC+1 | 16:30 UTC+1  |          |                 |                                                           | Nottingham Publik: 20 484 Domare: Bernd Heynemann (Tyskland) | Nottingham Publik: 20 484 Domare: Bernd Heynemann (Tyskland) |
| 16:30 UTC+1 | 16:30 UTC+1  |          |                 |                                                           | Nottingham Publik: 20 484 Domare: Bernd Heynemann (Tyskland) | Nottingham Publik: 20 484 Domare: Bernd Heynemann (Tyskland) |

|             | 19 juni 1996 | Turkiet | 0 – 3           | Danmark                                  | Hillsborough                                                 |                                                              |
| 16:30 UTC+1 | 16:30 UTC+1  |         | (0 – 0) Rapport | 50′, 84′ Brian Laudrup 69′ Allan Nielsen | Sheffield Publik: 28 951 Domare: Nikolai Levnikov (Ryssland) | Sheffield Publik: 28 951 Domare: Nikolai Levnikov (Ryssland) |
| 16:30 UTC+1 | 16:30 UTC+1  |         |                 |                                          | Sheffield Publik: 28 951 Domare: Nikolai Levnikov (Ryssland) | Sheffield Publik: 28 951 Domare: Nikolai Levnikov (Ryssland) |
| 16:30 UTC+1 | 16:30 UTC+1  |         |                 |                                          | Sheffield Publik: 28 951 Domare: Nikolai Levnikov (Ryssland) | Sheffield Publik: 28 951 Domare: Nikolai Levnikov (Ryssland) |

## Slutspel

### Slutspelsträd
|  | Kvartsfinaler    | Kvartsfinaler   |                 |       | Semifinaler | Semifinaler |  |  | Final | Final |
|  |                  |                 |                 |       |             |             |  |  |       |       |
|  | 22 juni          |                 |                 |       |             |             |  |  |       |       |
|  |                  |                 |                 |       |             |             |  |  |       |       |
|  | Frankrike (str.) | 1 (5)           |                 |       |             |             |  |  |       |       |
|  | Frankrike (str.) | 1 (5)           | 26 juni         |       |             |             |  |  |       |       |
|  | Nederländerna    | 1 (4)           |                 |       |             |             |  |  |       |       |
|  | Nederländerna    | 1 (4)           | Frankrike       | 0 (5) |             |             |  |  |       |       |
|  | 23 juni          |                 | Frankrike       | 0 (5) |             |             |  |  |       |       |
|  |                  | Tjeckien (str.) | 0 (6)           |       |             |             |  |  |       |       |
|  | Tjeckien         | Tjeckien (str.) | 0 (6)           | 1     |             |             |  |  |       |       |
|  | Tjeckien         |                 | 30 juni         | 1     |             |             |  |  |       |       |
|  | Portugal         | 0               |                 |       |             |             |  |  |       |       |
|  | Portugal         | 0               | Tjeckien        | 1     |             |             |  |  |       |       |
|  | 23 juni          |                 | Tjeckien        | 1     |             |             |  |  |       |       |
|  |                  | Tyskland (GG)   | 2               |       |             |             |  |  |       |       |
|  | Tyskland         | Tyskland (GG)   | 2               | 2     |             |             |  |  |       |       |
|  | Tyskland         | 26 juni         |                 | 2     |             |             |  |  |       |       |
|  | Kroatien         | 1               |                 |       |             |             |  |  |       |       |
|  | Kroatien         | 1               | Tyskland (str.) | 1 (6) |             |             |  |  |       |       |
|  | 22 juni          |                 | Tyskland (str.) | 1 (6) |             |             |  |  |       |       |
|  |                  | England         | 1 (5)           |       |             |             |  |  |       |       |
|  | Spanien          | England         | 1 (5)           | 0 (2) |             |             |  |  |       |       |
|  | Spanien          |                 |                 | 0 (2) |             |             |  |  |       |       |
|  | England (str.)   | 0 (4)           |                 |       |             |             |  |  |       |       |
|  | England (str.)   | 0 (4)           |                 |       |             |             |  |  |       |       |

### Kvartsfinaler
|             | 22 juni 1996 | Spanien                                                          | 0000 0 – 0 (e.fl.)         | England                                               | Wembley Stadium                                      |                                                      |
| 15:00 UTC+1 | 15:00 UTC+1  |                                                                  | Rapport                    |                                                       | London Publik: 75 440 Domare: Marc Batta (Frankrike) | London Publik: 75 440 Domare: Marc Batta (Frankrike) |
| 15:00 UTC+1 | 15:00 UTC+1  |                                                                  |                            |                                                       | London Publik: 75 440 Domare: Marc Batta (Frankrike) | London Publik: 75 440 Domare: Marc Batta (Frankrike) |
| 15:00 UTC+1 | 15:00 UTC+1  | Fernando Hierro Guillermo Amor Alberto Belsué Miguel Ángel Nadal | Straffsparksläggning 2 – 4 | Alan Shearer David Platt Stuart Pearce Paul Gascoigne | London Publik: 75 440 Domare: Marc Batta (Frankrike) | London Publik: 75 440 Domare: Marc Batta (Frankrike) |

|             | 22 juni 1996 | Frankrike                                                                     | 0000 0 – 0 (e.fl.)         | Nederländerna                                                              | Anfield                                                        |                                                                |
| 18:30 UTC+1 | 18:30 UTC+1  |                                                                               | Rapport                    |                                                                            | Liverpool Publik: 37 465 Domare: Antonio López Nieto (Spanien) | Liverpool Publik: 37 465 Domare: Antonio López Nieto (Spanien) |
| 18:30 UTC+1 | 18:30 UTC+1  |                                                                               |                            |                                                                            | Liverpool Publik: 37 465 Domare: Antonio López Nieto (Spanien) | Liverpool Publik: 37 465 Domare: Antonio López Nieto (Spanien) |
| 18:30 UTC+1 | 18:30 UTC+1  | Zinedine Zidane Youri Djorkaeff Bixente Lizarazu Vincent Guérin Laurent Blanc | Straffsparksläggning 5 – 4 | Johan de Kock Ronald de Boer Patrick Kluivert Clarence Seedorf Danny Blind | Liverpool Publik: 37 465 Domare: Antonio López Nieto (Spanien) | Liverpool Publik: 37 465 Domare: Antonio López Nieto (Spanien) |

|             | 23 juni 1996 | Tyskland                                        | 2 – 1           | Kroatien        | Old Trafford                                             |                                                          |
| 15:00 UTC+1 | 15:00 UTC+1  | Jürgen Klinsmann 20′ (str.) Matthias Sammer 59′ | (1 – 0) Rapport | 51′ Davor Šuker | Manchester Publik: 43 412 Domare: Leif Sundell (Sverige) | Manchester Publik: 43 412 Domare: Leif Sundell (Sverige) |
| 15:00 UTC+1 | 15:00 UTC+1  |                                                 |                 |                 | Manchester Publik: 43 412 Domare: Leif Sundell (Sverige) | Manchester Publik: 43 412 Domare: Leif Sundell (Sverige) |
| 15:00 UTC+1 | 15:00 UTC+1  |                                                 |                 |                 | Manchester Publik: 43 412 Domare: Leif Sundell (Sverige) | Manchester Publik: 43 412 Domare: Leif Sundell (Sverige) |

|             | 23 juni 1996 | Tjeckien           | 1 – 0           | Portugal | Villa Park                                                |                                                           |
| 18:30 UTC+1 | 18:30 UTC+1  | Karel Poborský 53′ | (0 – 0) Rapport |          | Birmingham Publik: 26 832 Domare: Hellmut Krug (Tyskland) | Birmingham Publik: 26 832 Domare: Hellmut Krug (Tyskland) |
| 18:30 UTC+1 | 18:30 UTC+1  |                    |                 |          | Birmingham Publik: 26 832 Domare: Hellmut Krug (Tyskland) | Birmingham Publik: 26 832 Domare: Hellmut Krug (Tyskland) |
| 18:30 UTC+1 | 18:30 UTC+1  |                    |                 |          | Birmingham Publik: 26 832 Domare: Hellmut Krug (Tyskland) | Birmingham Publik: 26 832 Domare: Hellmut Krug (Tyskland) |

### Semifinaler
|             | 26 juni 1996 | Frankrike                                                                                    | 0000 0 – 0 (e.fl.)         | Tjeckien                                                                         | Old Trafford                                                 |                                                              |
| 16:00 UTC+1 | 16:00 UTC+1  |                                                                                              | Rapport                    |                                                                                  | Manchester Publik: 43 877 Domare: Leslie Mottram (Skottland) | Manchester Publik: 43 877 Domare: Leslie Mottram (Skottland) |
| 16:00 UTC+1 | 16:00 UTC+1  |                                                                                              |                            |                                                                                  | Manchester Publik: 43 877 Domare: Leslie Mottram (Skottland) | Manchester Publik: 43 877 Domare: Leslie Mottram (Skottland) |
| 16:00 UTC+1 | 16:00 UTC+1  | Zinedine Zidane Youri Djorkaeff Bixente Lizarazu Vincent Guérin Laurent Blanc Reynald Pedros | Straffsparksläggning 5 – 6 | Luboš Kubík Pavel Nedvěd Patrik Berger Karel Poborský Karel Rada Miroslav Kadlec | Manchester Publik: 43 877 Domare: Leslie Mottram (Skottland) | Manchester Publik: 43 877 Domare: Leslie Mottram (Skottland) |

|             | 26 juni 1996 | Tyskland                                                                              | 0000 1 – 1 (e.fl.)         | England                                                                                 | Wembley Stadium                                    |                                                    |
| 19:30 UTC+1 | 19:30 UTC+1  | Stefan Kuntz 16′                                                                      | (1 – 1) Rapport            | 3′ Alan Shearer                                                                         | London Publik: 75 862 Domare: Sándor Puhl (Ungern) | London Publik: 75 862 Domare: Sándor Puhl (Ungern) |
| 19:30 UTC+1 | 19:30 UTC+1  |                                                                                       |                            |                                                                                         | London Publik: 75 862 Domare: Sándor Puhl (Ungern) | London Publik: 75 862 Domare: Sándor Puhl (Ungern) |
| 19:30 UTC+1 | 19:30 UTC+1  | Thomas Häßler Thomas Strunz Stefan Reuter Christian Ziege Stefan Kuntz Andreas Möller | Straffsparksläggning 6 – 5 | Alan Shearer David Platt Stuart Pearce Paul Gascoigne Teddy Sheringham Gareth Southgate | London Publik: 75 862 Domare: Sándor Puhl (Ungern) | London Publik: 75 862 Domare: Sándor Puhl (Ungern) |

### Final
|             | 30 juni 1996 | Tjeckien                 | 0000 1 – 2 (GG) | Tyskland                                | Wembley Stadium                                            |                                                            |
| 19:00 UTC+1 | 19:00 UTC+1  | Patrik Berger 59′ (str.) | (1 – 1) Rapport | 73′ Oliver Bierhoff 95′ Oliver Bierhoff | London Publik: 73 611 Domare: Pierluigi Pairetto (Italien) | London Publik: 73 611 Domare: Pierluigi Pairetto (Italien) |
| 19:00 UTC+1 | 19:00 UTC+1  |                          |                 |                                         | London Publik: 73 611 Domare: Pierluigi Pairetto (Italien) | London Publik: 73 611 Domare: Pierluigi Pairetto (Italien) |
| 19:00 UTC+1 | 19:00 UTC+1  |                          |                 |                                         | London Publik: 73 611 Domare: Pierluigi Pairetto (Italien) | London Publik: 73 611 Domare: Pierluigi Pairetto (Italien) |

## Europamästarna
| Nr                          | Spelare          | Position    | Klubb (1996)        |
| --------------------------- | ---------------- | ----------- | ------------------- |
| 1                           | Andreas Köpke    | Målvakt     | Eintracht Frankfurt |
| 2                           | Stefan Reuter    | Försvarare  | Borussia Dortmund   |
| 3                           | Marco Bode       | Mittfältare | SV Werder Bremen    |
| 4                           | Steffen Freund   | Mittfältare | Borussia Dortmund   |
| 5                           | Thomas Helmer    | Försvarare  | FC Bayern München   |
| 6                           | Matthias Sammer  | Försvarare  | Borussia Dortmund   |
| 7                           | Andreas Möller   | Mittfältare | Borussia Dortmund   |
| 8                           | Mehmet Scholl    | Mittfältare | FC Bayern München   |
| 9                           | Fredi Bobic      | Anfallare   | VfB Stuttgart       |
| 10                          | Thomas Hässler   | Mittfältare | Karlsruher SC       |
| 11                          | Stefan Kuntz     | Anfallare   | Beşiktaş JK         |
| 12                          | Oliver Kahn      | Målvakt     | FC Bayern München   |
| 13                          | Mario Basler     | Mittfältare | SV Werder Bremen    |
| 14                          | Markus Babbel    | Försvarare  | FC Bayern München   |
| 15                          | Jürgen Kohler    | Försvarare  | Borussia Dortmund   |
| 16                          | René Schneider   | Försvarare  | FC Hansa Rostock    |
| 17                          | Christian Ziege  | Mittfältare | FC Bayern München   |
| 18                          | Jürgen Klinsmann | Anfallare   | FC Bayern München   |
| 19                          | Thomas Strunz    | Mittfältare | FC Bayern München   |
| 20                          | Oliver Bierhoff  | Anfallare   | Udinese Calcio      |
| 21                          | Dieter Eilts     | Mittfältare | SV Werder Bremen    |
| 22                          | Oliver Reck      | Målvakt     | SV Werder Bremen    |
| Förbundskapten: Berti Vogts |                  |             |                     |

### Fotnoter
1. ↑  ”Lahm: "England är favorit"”. SVT Sport. 24 juni 2010. http://www.svt.se/sport/artikel/lahm-england-ar-favorit/. Läst 6 november 2015.